# A long way to fall
A long way to fall is een studioalbum van Ulrich Schnauss. De term studio refereert hier niet aan een geluidsstudio, maar aan een thuisstudio. Vlak na het verschijnen van het album trad Schnauss toe tot de muziekgroep Tangerine Dream (zie Supernormal - The Australian concerts 2014) waarvan de leider Edgar Froese ook vanachter zijn laptop aan het componeren was. De muziek op A long way to fall sluit aan bij die van dat stadium van Tangerine Dream, die band zag Schnauss dan ook als zijn grote voorbeeld.
In het voorjaar 2020, toen Schanuss de rechten van dit album teruggekocht had, werd het album opgenomen in de verzamelbox Now is a timeless present. 

## Musici
- Ulrich Schnauss – synthesizers, elektronica

## Muziek
| Nr. | Titel                                | Duur |
| --- | ------------------------------------ | ---- |
| 1.  | Her and the sea                      | 5:07 |
| 2.  | Broken homes                         | 7:35 |
| 3.  | Like a ghost in your own life        | 5:49 |
| 4.  | A long way to fall                   | 6:07 |
| 5.  | I take comfort in your own ignorance | 5:58 |
| 6.  | A forgotten birthday                 | 7:02 |
| 7.  | The weight of darkening skies        | 5:25 |
| 8.  | Borrowed time                        | 4:51 |
| 9.  | Ten years                            | 6:06 |
| 10. | A ritual in time and death           | 7:21 |